# Lomaptera batchiana
Lomaptera batchiana är en skalbaggsart som beskrevs av Thomson 1860. Lomaptera batchiana ingår i släktet Lomaptera och familjen Cetoniidae. Inga underarter finns listade i Catalogue of Life.